# Коч
Коч, также кочь, ко́ча, кача, кочма́ра (ср. «кочевать») — русское морское парусно-гребное судно поморов и сибирских промышленников; деревянное, однопалубное, промысловое, размерами меньше ладьи, использовавшееся в XI—XIX веках.
Кочерма, кочьман (по-норвежски)[что?] на которых плавали норманны, упоминаются в новгородских летописях. 

## История

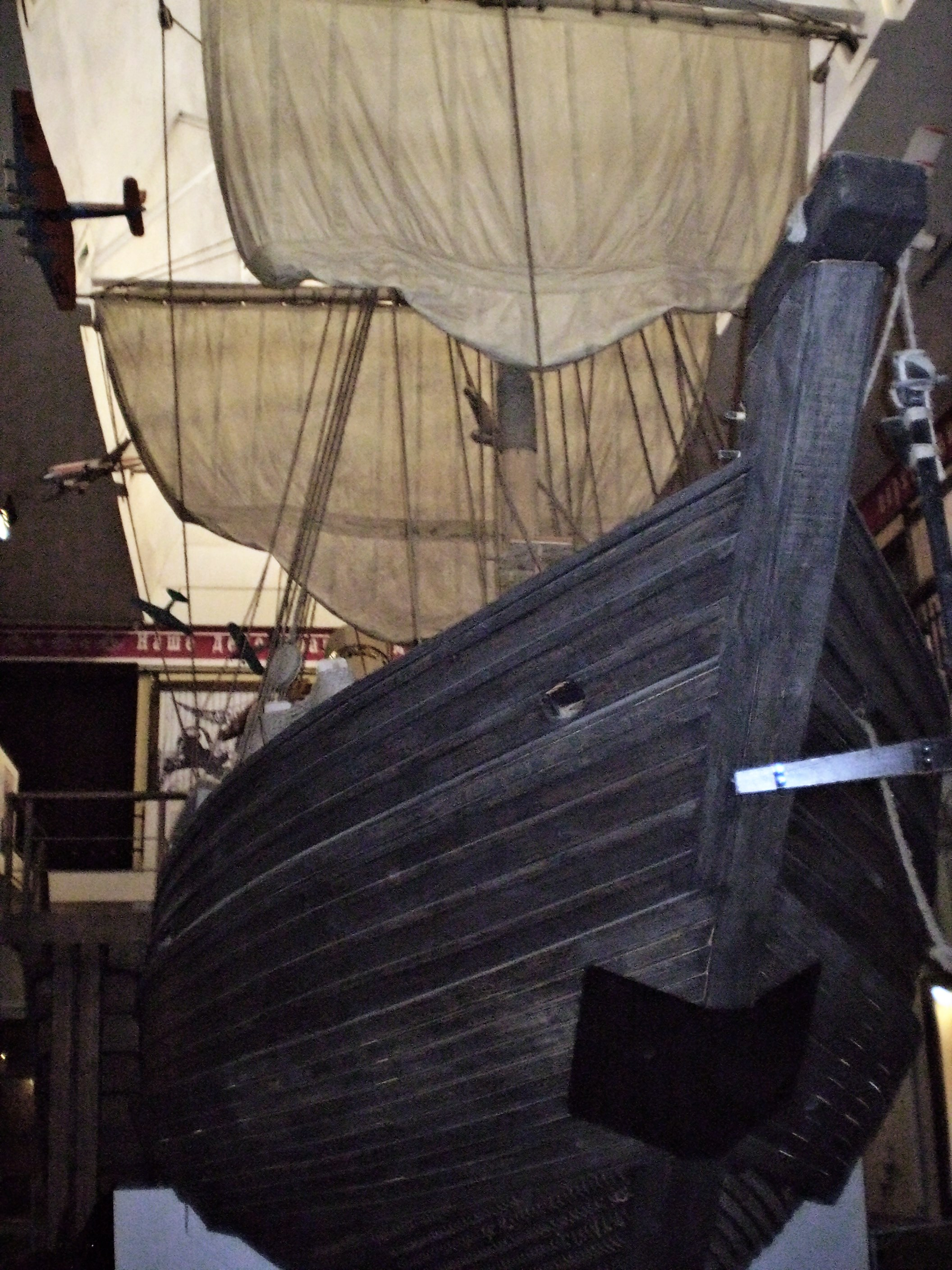
Коч XVII века (реплика). Красноярский краеведческий музей

Кочи первоначально строились без применения металлов, шпангоуты судна крепились с наружной обшивкой можжевелевыми вицами или пеньковыми веревками. Оснащались мачтой, навесным рулём и вёслами. Также известны и двухмачтовые суда. В архангельском крае суда, шняки и кочмары сшивались не гвоздями, а вицами из можжевеловых корней, поэтому суда, шняки и кочмары назывались ещё ви́чанками.
Корпус судна противостоял сжатию во льдах. Название «коч» связано со словом «коца» — шуба ледяная, то есть вторая ледовая обшивка судна. Был распространён на Русском Севере и в Сибири. Изначально кочи строились поморами. Позднее строительство кочей началось и за Уралом. В XVII веке их начали строить в Енисейске.
Существует мнение, что корпус судна имел яйцеобразную форму для выжимания на поверхность льда. Однако скорее всего речь идет о возможности вытащить коч на лёд неповреждённым, чему способствовала его лёгкость и конструктивные особенности. Именно на это в 1734 году указывал 80-летний архангельский кормщик Дмитрий Откупщиков при характеристике кочей: когда «льдами суда затирает, то лутчее спасение судам получают тем, что вышед на лёд и тягами судно вызимают…».
Длина судна от 16 до 24 метров, ширина от 5 до 8 метров, команда от 10 до 15 человек, осадка 1—1,5 метра, скорость при попутном ветре 6—7 узлов, грузоподъёмность от 15 до 24 тонн. Использовались большие и малые кочи. Большие суда вмещали 35—42 человека. Малые кочи применялись для плаваний в устьях рек.